# Pantalon (commedia dell'arte)
Pour le vêtement, voir Pantalon.

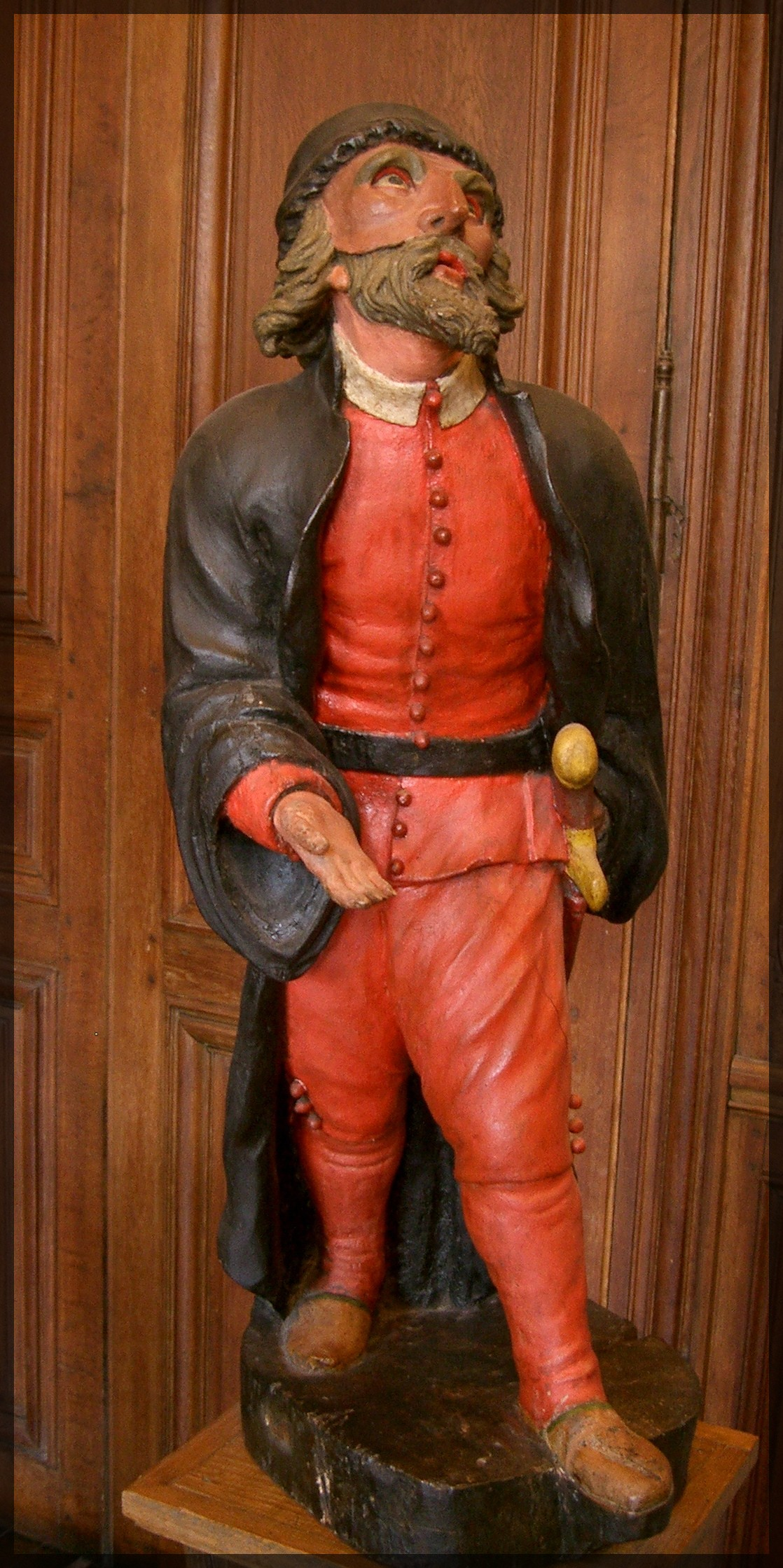
Pantalon, personnage de la commedia dell’arte.

Pantalon, Pantalone, en italien, est un personnage type de la commedia dell'arte portant une culotte longue. Bien que l’habit du personnage soit originairement collant et rouge, le mot pantalon désigne actuellement toutes sortes de culottes longues.

## Origine
Pantalon est de Venise, son nom même marque son appartenance vénitienne. On a fait en effet Pantalon de « Pianta Leone », plante le lion, en référence aux Vénitiens qui voulaient conquérir de nouvelles terres du pays d'Arabie pour la république de Venise, terres où ils plantaient le drapeau de Saint-Marc orné d'un lion, emblème de Venise. Mais on attribue aussi le modèle du personnage à l’ancien patron de Venise, Pantéleimon de Nicomédie, saint Pantaléon auquel Venise consacre une église.

## Costumes
Pantalon porte une sorte de robe moulante ne faisant qu’une pièce avec les bas à laquelle il a donné son nom, avec une volumineuse braguette, pour attirer l’attention sur une virilité dont chacun, autour de lui, sait qu’elle appartient au passé, un gilet rouge étroit à grands boutons qui, lorsque Venise eut perdu Négrepont, fut changé en un habit noir, et par-dessus, une simarre. Il porte un masque brun avec un long nez crochu et un couvre-chef sans bords.

## Caractéristiques
Pantalon représente le vieillard avare, crédule, libertin, méticuleux. C’est le Pappus et le Casnar des Atellanes dont la comédie italienne a fait un bourgeois vénitien. Pantalon est père, époux, veuf, ou encore vieux garçon songeant toujours à plaire. Père, il a deux filles difficiles à marier : Isabelle et Rosaure, ou Camille et Smeraldine, secondées dans leur désobéissance par des servantes fines et hardies.
Fils de riches marchands, il dispose d'une fortune considérable. Pourtant, il ne l'utilise pas et préfère profiter de la jouissance que cet argent lui procure, à l'instar d'Harpagon. Il n'a qu'un seul ami fidèle : le Docteur, un autre personnage de la Commedia dell'arte.

## Évolution
Les diverses variétés du type sont les suivantes : Zanobio, Cassandre, Facanappa, il Barone, dans la commedia dell’arte, Collofonio, Pandolfo, Collofonio, Bartolo, dans la commedia sostenuta.
Dans les farces françaises et les comédies de Molière, on retrouve Pantalon avec une physionomie plus on moins modifiée, sous les noms de Gautier Garguille, Géronte.
On cite parmi les plus célèbres Pantalons italiens venus en France durant les XVIe, XVIIe et XVIIIe siècles : Giulio Pasquati (it) de Padoue, Luigi Benotti de Vicence, Arrighi, Turi, Pietro Alborghetti (it) (1675-1731), Charles-Antoine Véronèse (1702-1762), Antonio Cristoforo Collalto-Mattiuzzi (1717-1778).

## Citations
Description de William Shakespeare : « Les chausses bien conservées de sa jeunesse se trouvent maintenant trop larges pour sa jambe amaigrie, sa voix, jadis forte, aiguisée en fausset d’enfant, ne fait plus que siffler aigrement d’un ton grêle. »
Définition du Dictionnaire portatif historique et littéraire des théâtres (1763) par Antoine de Léris : « C'est ordinairement un rôle de Père des pièces italiennes, plein d'honneur, extrêmement délicat sur sa parole, & très-severe envers ses enfants, dont il est cependant toujours la dupe : d'autres fois c'est un Bourgeois, homme simple & de bonne foi, mais toujours amoureux, & qui est la dupe d'un Rival, d'un Fils, d'un Valet ou d'une Servante. Enfin c'est souvent un Mari ou un Amant jaloux que chacun prend plaisir à tromper. »